# The Man in the White Van
The Man in the White Van ist ein Thriller und das Spielfilmdebüt von Warren Skeels. Die im Film erzählte Geschichte basiert auf wahren Ereignissen, die sich in den 1970er Jahren in Florida und Kalifornien zutrugen. Der später zu einer lebenslangen Freiheitsstrafe verurteilte Serienmörder Billy Mansfield hatte drei Frauen und zwei Teenager getötet und später noch einen sechsten Mord gestanden. Im Film spielt Madison Wolfe einen Teenager, der sein Opfer wurde. Der Film feierte im Oktober 2023 beim Newport Beach Film Festival seine Premiere und kam Mitte Dezember 2024 in die US-Kinos.

## Handlung
Anfang der 1970er Jahre in Florida. Annie hat eine ältere Schwester namens Margaret und einen jüngeren Bruder namens Daniel. Eines Tages bemerkt die junge Frau, dass ihr ein weißer Lieferwagen überall hin folgt. Das Fahrzeug nähert sich von hinten, rast an ihr vorbei, nur um später am nächsten Ort aufzutauchen, an dem sie mit ihrem Pferd Rebel reitet.
Annie erzählt ihren Eltern von ihren Beobachtungen, doch die glauben, ihre Tochter sei paranoid. Annies beste Freundin Patty glaubt ihr jedoch.

## Der Fall Mansfield

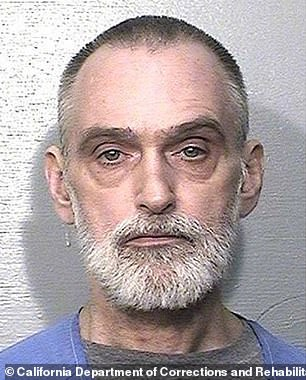
Der Serienmörder Billy Mansfield Jr.

Die im Film erzählte Geschichte ereignete sich wirklich. Der Serienmörder Billy Mansfield Jr. wurde angeklagt, zwischen 1975 und 1980 in Florida und Kalifornien drei Frauen und zwei Teenager getötet zu haben. Berichten zufolge vergrub er die Leichen von vier von ihnen im Hinterhof seines Hauses in Florida, bevor er nach Kalifornien reiste, wo er das fünfte Opfer tötete und schließlich verhaftet wurde. Mansfield wurde des Mordes in Kalifornien für schuldig befunden und zu lebenslanger Haft verurteilt. Anschließend bekannte er sich der vier Morde in Florida schuldig, um der Todesstrafe in diesem Bundesstaat zu entgehen. Er erhielt vier weitere lebenslange Haftstrafen gleichzeitig.
Anfang 2024 legte Mansfield vor der Polizei in Jacksonville auch das Geständnis ab, die 18-jährige Carol Ann Barrett aus Zanesville ermordet zu haben. Insgesamt gingen somit mindestens sechs Morde auf sein Konto. Ein halbes Jahr zuvor war sein Bruder Terry Mansfield wegen des sexuellen Missbrauchs eines Kindes festgenommen worden.

## Produktion

### Filmstab und Besetzung
Regie führte Warren Skeels, der gemeinsam mit Sharon Y. Cobb auch das Drehbuch schrieb. The Man in the White Van ist das Spielfilmdebüt von Skeels. Der Film beginnt im Jahr 1980 und springt von da an in der Zeit rückwärts.
Madison Wolfe, bekannt ist sie für ihre Mitwirkung in den Filmen Trumbo und Joy sowie für die Darstellung der Janet Hodgson in James Wans Horrorfilm Conjuring 2, spielt Annie. Brec Bassinger spielt ihre ältere Schwester Margaret und Gavin Warren ihren jüngeren Bruder Daniel. Sean Astin und Ali Larter sind in den Rollen ihrer Eltern William und Hellen zu sehen. Skai Jackson spielt Annies beste Freundin Patty.

### Filmmusik und Veröffentlichung
Die Filmmusik komponierte Scott Borland, Gründer der US-amerikanische Rockband Big Dumb Face und ehemaliges Mitglied von Limp Bizkit. Er ist der Bruder von Wes Borland. Das Soundtrack-Album mit insgesamt 21 Musikstücken wurde wenige Tage vor dem US-Kinostart als Download veröffentlicht.
Der Film feierte am 14. Oktober 2023 beim Newport Beach Film Festival seine Premiere. Im April 2024 wurde er beim Sarasota Film Festival gezeigt. Am 13. Dezember 2024 kam The Man in the White Van in ausgewählte US-Kinos.

## Rezeption
Die Kritiken fielen gemischt aus.
Jeannette Catsoulis schreibt in ihrer Kritik in der New York Times, auch wenn Madison Wolfe eine fesselnde Leinwandpräsenz habe, sei der Film zu plump und klischeehaft, um Spannung zu erzeugen. Nahezu jede Sichtung des Lieferwagens werde von einem Beckenschlag-Soundeffekt und Kameraeinstellungen begleitet, die ablenkend wirkten und an viel bessere Filme erinnerten. All das lasse The Man in the White Van sowohl amateurhaft als auch abgedroschen wirken. Indem die Filmemacher die Gewalt und den Bösewicht hauptsächlich im Hintergrund halten, arbeite der Film auf einen Höhepunkt hin, der dumm und langwierig sei.